# Höch Hirschberg
Höch Hirschberg är en bergstopp i Schweiz.   Den ligger i kantonen Appenzell Innerrhoden, i den östra delen av landet, 160 km öster om huvudstaden Bern. Toppen på Höch Hirschberg är 1 167 meter över havet, eller 43 meter över den omgivande terrängen. Bredden vid basen är 0,60 km.
Terrängen runt Höch Hirschberg är kuperad åt nordväst, men åt sydost är den bergig. Runt Höch Hirschberg är det tätbefolkat, med 356 invånare per kvadratkilometer.. Närmaste större samhälle är Sankt Gallen, 11,5 km nordväst om Höch Hirschberg. 
Omgivningarna runt Höch Hirschberg är en mosaik av jordbruksmark och naturlig växtlighet.